# Martino Altomonte
Martino Altomonte (rojen kot Johann Martin Hohenberg), * 8. maj 1657, Neapelj, † 14. september 1745, Dunaj.
Martino Altomonte je bil italijanski baročni slikar avstrijskega rodu, ki je delal predvsem na Poljskem in v Avstriji. V mladosti se je izučil slikarske obrti, kot vajenec pri Giovanniju Battisti Gaulliu. Leta 1684 je postal dvorni slikar kralja Jana III. Sobieska in spremenil svoje ime v Altomonte. V Varšavi je slikal predvsem bojne prizore (npr., Obleganje Dunaja) in verska dela. Njegov sin Bartolomeo Altomonte, tudi slikar, se je rodil leta 1694.
Martino se okoli leta 1699-1702 preseli na Dunaj, kjer ostane do smrti. Ustvari veliko fresk in oltarnih podob. Umre 14. septembra 1745.